# Electus
Electus/electa är ett begrepp som innebär att någon utsetts till att inneha ett ämbete, men ännu inte installerats eller vigts. Det använts särskilt om biskopar, som är valda men ännu inte vigda till sitt ämbete. Det kan även skämtsamt och studentikost användas för förtroendeuppdrag inom studentkårer och studentnationer.
I pluralis uttalas begreppet electi.